# 9½ Hours
9½ Hours is de achtste aflevering van het eerste seizoen van de televisieserie ER, die voor het eerst werd uitgezonden op 10 november 1994.

## Verhaal
Het valt Dr. Lewis op dat haar vriend, Dr. Cvetic, flink onder stress staat. Hij kaffert iedereen uit en dat wordt niet door iedereen op prijs gesteld in het ziekenhuis.
Dr. Greene besluit zich ziek te melden, om zo bij zijn vrouw te kunnen zijn. Dr. Ross is nu de leidinggevende en dat valt hem zwaar, nu hij al het papierwerk moet bijhouden.
Carter begint gefrustreerd te raken als Dr. Benton hem nooit uitnodigt om hem te assisteren bij een operatie. Ondertussen behandelt hij een jonge worstelaar die zich uithongert om te kunnen blijven worstelen in zijn gewichtsklasse.
Dr. Benton hoort de uitslag van zijn beursaanvraag en de uitslag stemt hem niet tevreden. Zijn seniele moeder wordt binnengebracht met een verstuikte enkel.
Hathaway heeft haar handen vol aan een patiënte die verkracht is.
Een nieuw hulp begint op de SEH, genaamd Dr. Bob.

## Rolverdeling

### Hoofdrol
- Anthony Edwards - Dr. Mark Greene
- Christine Harnos - Jennifer Greene
- George Clooney - Dr. Doug Ross
- Sherry Stringfield - Dr. Susan Lewis
- Eriq La Salle - Dr. Peter Benton
- John Terry - Dr. David 'Div' Cvetic
- Tyra Ferrell - Dr. Sarah Langworthy
- Malgorzata Gebel - Dr. Bogdana 'Bob' Lewinski
- Noah Wyle - John Carter
- Julianna Margulies - verpleegster Carol Hathaway
- Conni Marie Brazelton - verpleegster Connie Oligario
- Yvette Freeman - verpleegster Haleh Adams
- Ellen Crawford - verpleegster Lydia Wright
- Deezer D - verpleger Malik McGrath
- Abraham Benrubi - Jerry Markovic

### Gastrol
- Brigid Brannagh - Jamie Hendricks
- Christian Coleman - Mookie 'Slice' James
- Ving Rhames - Walter Robbins
- Beah Richards - Mae Benton
- Michael Manasseri - Michael Kenny
- Brenda Hayes - Dolly McCabe
- Najee Bright - Ben McCabe
- Mars Callahan - Matt
- Geoffrey Rivas - Haven
- Louie Leonardo - Ortez

en vele andere